# Ginco
A Ginco é uma incorporadora e construtora de imóveis residenciais sediada em Cuiabá no estado de Mato Grosso.

## História
Fundada em 2001 pelo advogado Júlio Braz e o empresário Osvaldo Tamura a Ginco lançou seu primeiro empreendimento o Florais Cuiabá.
Em 2004 durante a Casa Cor 2004 a empresa lança o Belvedere, com investimentos de R$ 30 milhões de reais, próximo ao bairro Recanto dos Pássaros na região do Coxipó, a Ginco manteve no condomínio o mesmo padrão do Florais Cuiabá e com público foco profissionais liberais, comerciantes e funcionários públicos.
Em 2012 a Ginco lança o bairro planejado Mirante do Pary, localizado em Várzea Grande na região metropolitana de Cuiabá, está situado em uma área de 6 milhões de m² próximo a Rodovia Mário Andreazza são 593 mil metros quadrados e entre áreas verde e comunitária soma 632 mil m² além de 10 mil novas unidades entre salas comerciais, escritórios, lotes, casas e apartamentos.
Em 2016 em parceria com a Amper, entrega o Vila Jardim, próximo ao trevo do bairro Santa Rosa e com lotes de 500 m² a região conta com 350 moradores.